# Campaña Nacional de Alfabetización en Cuba
La Campaña Nacional de Alfabetización en Cuba fue una campaña de alcance nacional impulsada en 1961 por el Gobierno cubano por iniciativa del Che Guevara para reducir el analfabetismo e incrementar el porcentaje de población escolarizada. La campaña comenzó a prepararse en 1960 y finalizó oficialmente el 22 de diciembre de 1961, cuando el Gobierno declaró a Cuba, en la Plaza de la Revolución José Martí, como Territorio Libre de Analfabetismo. En 1958 la tasa de analfabetismo entre los habitantes de la ciudad era del 11% frente al 41,7% en el campo. La campaña redujo el analfabetismo al 3.9 por ciento en 1961. Este año 1961 se proclamó en Cuba como "Año de la Educación".

## Antecedentes
Pese al establecimiento de la educación obligatoria para todos los niños en la Constitución cubana de 1940, el sistema educativo se caracterizaba por la existencia de grandes desigualdades en el acceso a los recursos y oportunidades educativas, por lo que la educación de los sectores más pobres de la sociedad era escasa. Las desigualdades se acusaban especialmente en el contraste entre las zonas urbanas, con un 11.0 % de analfabetismo, y las rurales, con un 47.1 %. En 1958, un millón de personas eran completamente analfabetas y existía más de un millón de semianalfabetos; además, 600 000 niños estaban sin escolarizar.
Proporcionalmente, menos niños en edad escolar acudían al colegio en los años 1950 que en los años 1920. Antes de alcanzar el poder, ya durante la etapa insurreccional, la guerrilla realizó algunas tareas de alfabetización para la población de las zonas bajo su control, de diciembre de 1956 a enero de 1959, en la Sierra Maestra, en la Sierra Cristal y en el Escambray.

## Organización

Bandera utilizada por estudiantes de San Juan y Martínez para difundir el 'Año de la Educación'.

Después del triunfo de la Revolución cubana el 1 de enero de 1959, uno de los principales problemas al que el gobierno revolucionario debía darle seguimiento era el analfabetismo. El 26 de septiembre de 1960, el Comandante en Jefe Fidel Castro declaró en la Asamblea General de las Naciones Unidas que Cuba sería el primer país en América que no tendría ni un solo analfabeta.
La Campaña Nacional de Alfabetización estuvo coordinada y controlada desde una estructura organizativa de dirección única, la Comisión Nacional de Alfabetización y Educación Fundamental, creada en marzo de 1959 e integrada por organismos gubernamentales y no gubernamentales, a través de los que la sociedad intervino en el proceso. La Comisión incluía una Sección Técnica, cuya función fue la organización del trabajo pedagógico y la formación de los alfabetizadores, así como la realización de labores estadísticas. El censo que se elaboró entre noviembre de 1960 y agosto de 1961 contabilizó en 985 000 los analfabetos existentes en Cuba.
Las tareas concretas de alfabetización, en último término, se descentralizaron al nivel de las provincias y los municipios, ya que estos tenían la responsabilidad directa en el ámbito de su jurisdicción. Durante el desarrollo del plan, además, tuvieron lugar el Congreso Nacional de Alfabetización (2 a 5 de noviembre de 1961) y el Seminario Internacional de Estudiantes sobre el Analfabetismo, que analizaron las actividades realizadas y los objetivos alcanzados. En la última etapa se potenció un trabajo basado en las medidas adoptadas en el Congreso.

## Desarrollo de la campaña
Desde el acceso al poder de los revolucionarios se habían adoptado diversas medidas con el objetivo de erradicar el analfabetismo. En septiembre de 1959 se crearon aproximadamente diez mil aulas nuevas y se incrementaron los maestros de las zonas rurales; muchos de estos maestros habían sido instruidos en San Lorenzo y Sierra Maestra. Asimismo, a lo largo de la campaña se desarrolló el plan de estudios Ana Betancourt, para muchachas campesinas, con una matrícula de 150 000 alumnas, y se crearon Facultades de Obreros y Campesinos, con el objetivo de facilitar una mejor educación a los adultos que les permitiera optar por la universidad o cursos de nivel medio superior de calificación técnica, propiciando que se elevaran los conocimientos de los trabajadores para que pudieran incorporarse al desarrollo del país.
En enero de 1961 se creó el Consejo Nacional de Cultura, actual Ministerio de Cultura de Cuba, al que se le encargó el desarrollo de una red de bibliotecas que facilitaran el acceso de la población a los libros que se habían reunido. Posteriormente, en 1962, se creó la Editorial Nacional de Cuba. En el plano legislativo, el 26 de diciembre de 1960, dos meses después del discurso de Fidel Castro, se dispuso la primera reforma integral de la enseñanza. El 6 de junio de ese año se dictó la Ley de Nacionalización General de la enseñanza, que declaró que la enseñanza tenía carácter público y debía ser prestada por el Estado, como deber intransferible. Era además un derecho que debía garantizarse a todos los cubanos, sin discriminación y con carácter gratuito.

### Brigadas de alfabetización

Hombre cubano siendo educado en un hospital en 1969 que fue construido durante la campaña de alfabetización.

El núcleo de la campaña se desarrolló principalmente a través de brigadas de voluntarios que se desplazaron por el país para realizar la labor de alfabetización. Estas brigadas usaban como material el manual Alfabeticemos y la cartilla Venceremos. El manual estaba destinado a servir de guía al alfabetizador; la cartilla era un cuaderno de trabajo, con ejercicios para ser realizados por el alumno y material fotográfico destinado a servir como apoyo a la clase. Estaba formado por quince lecciones relativas a asuntos de carácter sociopolítico, impregnadas por los contenidos ideológicos de la Revolución cubana, con títulos como "OEA", "INRA", "La Revolución", "Fidel es nuestro líder" o "La tierra es nuestra", entre otros.
A principios de 1960 se constituyó el Contingente de Maestros Voluntarios, formado por tres mil maestros y jóvenes que realizaron tareas de alfabetización en las zonas montañosas. Con posterioridad, estos voluntarios la Brigada Frank País, que desarrolló su labor en las montañas de las provincias de Oriente y de Las Villas y en la Sierra de los Órganos, en Pinar del Río.
También en 1961 se crearon las Brigadas Conrado Benítez, cuyo nombre procede de un voluntario de 18 años que fue asesinado por guerrilleros del Escambray liderados por Osvaldo Ramírez García. Estas brigadas estaban compuestas por estudiantes, en un total de 105 664, con edades de entre siete y diecinueve años. Para formar parte de ellas necesitaban la autorización de sus padres. Los estudiantes fueron formados durante varias semanas en el campamento de Varadero, y se les equipó con un uniforme especial, ropa, una manta y una lámpara de aceite con la que podrían viajar por el campo de noche: estas lámparas llegaron a convertirse en el símbolo de las Brigadas.

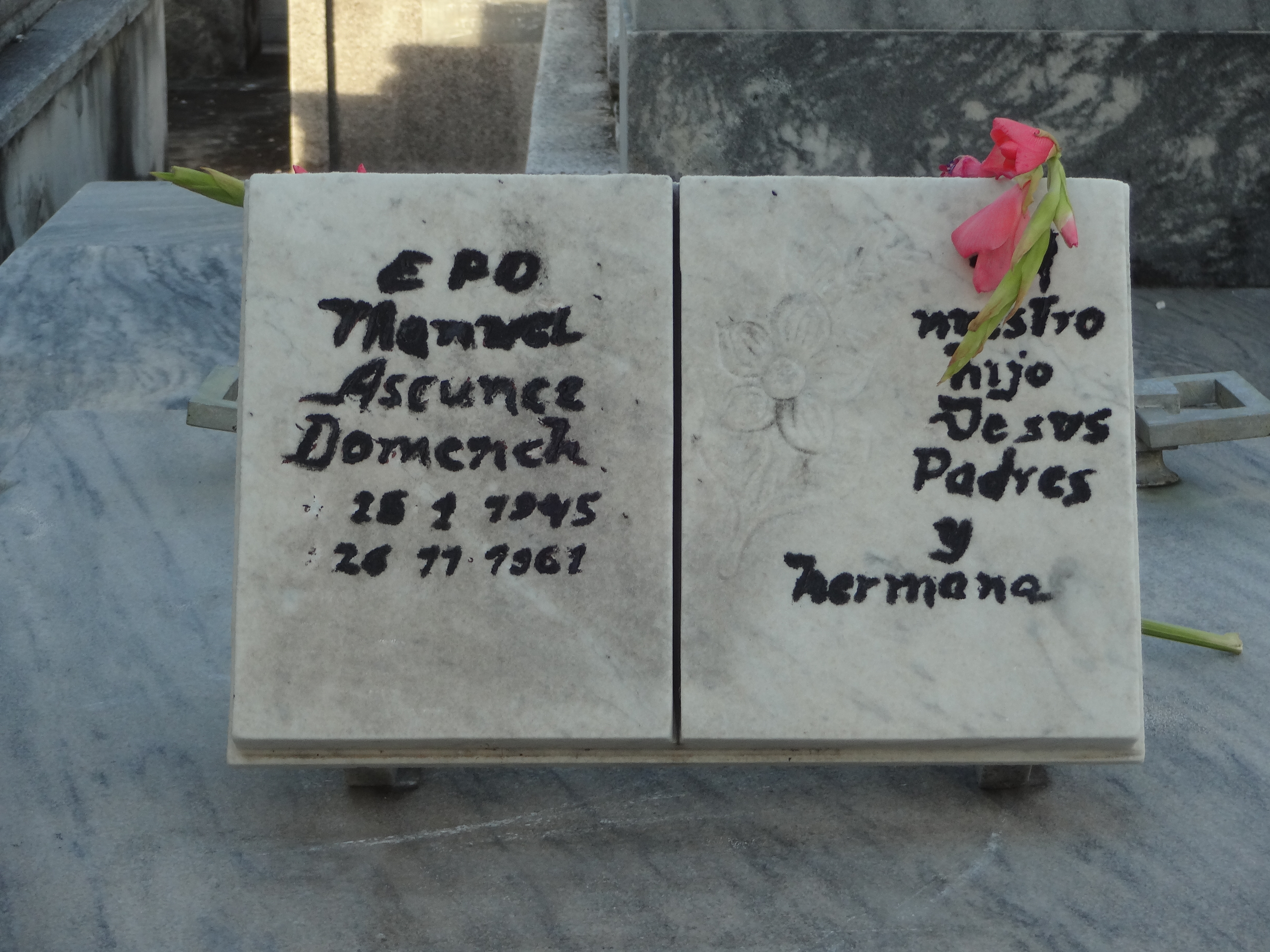
Tumba de Manuel Ascunce Domenech.

La experiencia no estuvo exenta de riesgos: los jóvenes fueron objetivo de los contrarrevolucionarios y 10 de ellos fueron muertos, entre los que se encontraron el maestro Manuel Ascunce Domenech y el hombre en cuya casa se alojaba, Pedro Lantigua, asesinados por el grupo de Julio Emilio Carretero.
También se crearon otras brigadas, como las "Brigadas Patria o Muerte", formada por obreros que recibían su salario ordinario mientras realizaban esta labor de alfabetización. A finales de verano de 1961, las brigadas estaban totalmente en marcha y sumaban, aproximadamente, 178 000 alfabetizadores populares, 30 000 brigadistas obreros y 100 000 brigadistas Conrado Benítez.

## Resultados
El 22 de diciembre de 1961, el Gobierno declaró cumplida con éxito de la Campaña Nacional de Alfabetización y declaró a Cuba, en la Plaza de la Revolución José Martí, como Territorio Libre de Analfabetismo. el discurso pronunciado por Fidel Castro en tal ocasión. Desde entonces ese día se celebra en el país el Día Nacional del Educador.
A lo largo del año se alfabetizaron 707 212 personas. El índice de analfabetismo de Cuba descendió desde un porcentaje superior al 20 por ciento (en 1958) al 3.9 por ciento (tras la campaña de 1961), un índice mucho menor al de cualquier otro país latinoamericano en ese momento.
Antes de 1959, alrededor del 40 % de los niños cubanos no estaban escolarizados, porcentaje que descendió al 20 % en 1961, lo que fue posible por el incremento del profesorado en las zonas rurales. La campaña tuvo además la capacidad de movilizar masivamente a la población cubana. Bhola, en un estudio de la Unesco sobre ocho campañas de alfabetización de distintos países en todo el mundo, realizado en 1984, afirma que la campaña cubana de 1961 destaca por su velocidad e intensidad.

### Páginas web
- "Cuba, territorio libre de analfabetismo hace más de 40 años", en el sitio web Somos Jóvenes (La Habana).
- Revolución educacional, en la página del Ministerio de Educación de Cuba
- Cronología de la educación cubana
- Video sobre la Campaña de Alfabetización (1961)

- Datos: Q1779451